# صلیب شمشیرنشان شایستگی (لهستان)
صلیب شمشیرنشان شایستگی (انگلیسی: Cross of Merit with Swords) یک مدال نظامی در کشور لهستان است که در ۱۹ اکتبر ۱۹۴۲ توسط «دولت لهستان در تبعید» ایجاد و مقرر شد.
این مدال برای اقدامات شجاعانه و دلاورانه در زمان جنگ و غیرمرتبط با اقدامات مستقیم رزمی و همچنین نشان‌دادنِ شایستگی در شرایط خطیر و دشوار اهدا می‌شود. این مدال برای هرد فرد، تا سقف دو مرتبه در هر رده، قابل اعطاست.

## انواع
این نشان، سه درجه‌بندی مختلف دارد:
| ۱. صلیب شمشیرنشان زرین شایستگی  |
| ۲. صلیب شمشیرنشان سیمین شایستگی |
| ۳. صلیب شمشیرنشان مفرغی شایستگی |